# باندیور، نیو ساوت ولز
باندیور (به انگلیسی: Bundure) یک شهرک در استرالیا است که در نیو ساوت ولز واقع شده‌است.